# 판타지 라이브러리
판타지 라이브러리는 '들녘'출판사가 2000년부터 출간하기 시작한 판타지, 역사 관련 자료 모음집이다. 이는 일본의 출판사 新紀元社의 시리즈 'Truth In Fantasy(トゥルース・イン・ファンタジー)'와 판타지 사전 시리즈(ファンタジー事典シリーズ)를 번역하여 소개한 것이다. 이들 시리즈는 일본에서 1988년도부터 시작되었으며 현재(2007.10.25)까지 총 114권의 책이 출간되었다. 지금까지 34권 출간된 바 있는 판타지 라이브러리 시리즈는, 일본의 시리즈 외에 독자적인 책을 포함시켜 출간하기도 해 눈길을 끌었다.

## 판타지 라이브러리 출간목록
1. 다케루베 노부아키(健部 伸明) 外, 《판타지의 주인공들(幻想世界の住人たち)》, 들녘, 2000.
2. 다케루베 노부아키(健部 伸明) 外, 《켈트 북구의 신들(虚空の神々)》, 들녘, 2000.
3. 다케루베 노부아키(健部 伸明) 外, 《판타지의 마족들(幻想世界の住人たちII)》, 들녘, 2000.
4. 마노 다카야(真野 隆也), 《천사(天使)》, 들녘, 2000.
5. 시노다 고이치(篠田 耕一), 《중국 환상세계(幻想世界の住人たちIII)》, 들녘, 2000.
6. 소노자키 토루(苑崎 透), 《환수 드래곤(幻獣ドラゴン)》, 들녘, 2000.
7. 다카히라 나루미(高平 鳴海) 감수, 不動舘ほか 지음, 《소환사(召喚師)》, 들녘, 2000.
8. 마노 다카야(真野 隆也), 《타락천사(堕天使)》, 들녘, 2000.
9. 사토 도시유키(佐藤 俊之) 外, 《신검전설(聖剣伝説)》, 들녘, 2000.
10. 고이데 후미히코(小出 文彦) 감수, 《삼국지 인물사전(三国志人物事典)》, 들녘, 2000.
11. 다가시마 아키히로(長島 晶裕) 外, 《성좌의 신들(星空の神々)》, 들녘, 2000.
12. 마노 다카야(真野 隆也), 《낙원(楽園)》, 들녘, 2000.
13. 이치카와 사다하루(市川 定春), 《무기와 방어구:서양편(武器と防具－西洋編－)》, 들녘, 2000.
14. 이치카와 사다하루(市川 定春), 《환상의 전사들(幻の戦士たち)》, 들녘, 2001.
15. 즈카사 후미오/이즈노 히라나리(司史 生/伊豆 平成), 《몬스터 퇴치:괴물을 죽인 영웅들(モンスター退治:魔物を倒した英雄たち)》, 들녘, 2001.
16. 모리노 다쿠미/마쓰시로 모리히로(森野たくみ/松代守弘), 《고대유적(古代遺跡)》, 들녘, 2001.
17. 마노 다카야(真野 隆也), 《도교의 신들(タオ(道教)の神々)》, 들녘, 2001.
18. 구사노 다쿠미(草野 巧), 《환상동물사전(幻想動物事典)》, 들녘, 2001.
19. 구사노 다쿠미(草野 巧), 《지옥(地獄)》, 들녘, 2001.
20. 시노다 고이치(篠田 耕一), 《무기와 방어구:중국편(武器と防具－中国編－)》, 들녘, 2001.
21. 이상각, 《봉신전설》, 들녘, 2001.
22. 가가미 다카코(鏡 たか子), 《영웅열전(英雄列伝)》, 들녘, 2001.
23. 사이 다케오(蔡 丈夫), 《인도 만다라 대륙(インド曼陀羅大陸:－神々／魔族／半神／精霊－》, 들녘, 2001.
24. 이치카와 사다하루(市川 定春), 《무훈의 칼날(武勲の刃)》, 들녘, 2001.
25. 이나바 요시아키(稲葉 義明), 《부활하는 보물(甦る秘宝)》, 들녘, 2002.
26. F.E.A.R.(磯田暁生とF.Ｅ.Ａ.Ｒ.), 《제왕열기(帝王列記　西洋編)》, 들녘, 2002.
27. 다카히라 나루미(高平 鳴海) 外, 《여신(女神)》, 들녘, 2002.
28. 가쓰라 노리오(桂 令夫), 《이슬람 환상세계(イスラム幻想世界:怪物・英雄・魔術の物語)》, 들녘, 2002.
29. 마노 다카야(真野 隆也), 《마술여행(魔術への旅)》, 들녘, 2002.
30. 사토 도시유키(佐藤 俊之) 外, 《신검전설 II(聖剣伝説 2)》, 들녘, 2002.
31. 나카자토 유키(中里 融司), 《전쟁 천재들의 전술(覇者の戦術)》, 들녘, 2004.
32. 이치카와 사다하루(市川 定春), 《무기사전(武器事典)》, 들녘, 2004.
33. 도다 도세이(戸田 藤成), 《무기와 방어구:일본편(武器と防具－日本編－)》, 들녘, 2004.
34. 모리무라 무네후유(森村 宗冬), 《대항해시대(大航海時代)》, 들녘/문학출판사, 2007.

## 같이 보기
- 판타지